# آرثر تشين (ممثل)
ولد آرثر تشين في 9 أبريل 2000، هو ممثل أمريكي صيني. وهو معروف بدوره في فيلم (Ever Night)

## النشأة وتعليمه
ولد آرثر تشين في الولايات المتحدة في 9 أبريل 2000. وهو الابن الثاني للمخرج تشين كاي والممثلة تشن هونغ.
درس في مدرسة بكين جينغشان وأكاديمية تابور. في عام 2019، تم قبوله في أكاديمية بكين للأفلام.

## حياته المهنية
ظهر تشن لأول مرة في فيلم (Sacrifice) من إخراج تشين كايج.
في عام 2017، ظهر تشن لأول مرة في التمثيل في فيلم (Secret Fruit). أصدر أول أغنية له بأسم«الفاكهة السرية» كأغنية ترويجية للفيلم.
في عام 2018، ظهر تشين في فيلم (Ever Night). تلقى الفيلم مراجعات إيجابية، حصل تشن على جائزة( Super IP New Actor) في حفل جائزة الأدب الصيني وأفضل ممثل في فئة الدراما التاريخية في حفل جوائز هوادينج.
في عام 2019، ظهر تشين في فيلم ( My Best Summer). فاز بجائزة أفضل وافد جديد في مهرجان طوكيو السينمائي الدولي ومهرجان ماكاو السينمائي الدولي بسبب أدائه.

## روابط خارجية
- آرثر تشين على موقع IMDb (الإنجليزية)
- آرثر تشين على موقع قاعدة بيانات الفيلم (الإنجليزية)